# Рохіні
Рохіні (санскр. रोहिणी, rohiṇī, від кореня зі значенням «червоний») — дружина Васудеви, матір Баларами і Субхадри в Індуїзмі. Виконувала роль няньки Крішни в його в дитячих лілах у Вріндавані.
Чоловік Рохіні, Васудева, був одночасно одружений з Девакі. Відразу ж після весілля Девакі і Васудеви оракул передбачив смерть брата-демона Девакі Камси від руки «восьмого сина Девакі». Тоді Камса, щоб врятуватися від смерті, вирішив вбивати всіх немовлят Девакі і з цією метою уклав подружжя у в'язницю. Таким чином, Рохіні залишилася одна, але зате на волі.
Камса методично слідував своєму плану, вбиваючи немовлят одного за іншим. Невдовзі Девакі виявила, що вона вагітна усьоме. Цій дитині не судилося розділити долю інших; ще ненародженим немовля було чудесним чином перенесений з утроби Девакі в живіт Рохіні, яка ось уже довгий час бажала в своєму серці мати сина. Народженого незабаром хлопчика назвали Баларамою. Він виріс великим і сильним воїном, помічником свого брата Крішни.
Крішна, довгоочікувана восьма дитина Девакі, був потай перенесений з в'язниці в Матхурі до Гокули. Рохіні переїхала туди ж і отримала можливість наглядати за своїм улюбленим пасинком, якого виховувало подружжя пастухів — Нанда і Яшода, оберігаючи його від смертельної загрози з боку демонічного царя Камси. Таким чином, Баларама і Крішна виросли разом.
Після того, як Крішна вбив Камсу і звільнив Васудеву та Девакі з в'язниці, у Рохіні народилася ще одна дитина, — дочка на ім'я Субхадра. Субхадру видали заміж за її двоюрідного брата Арджуну, — одного з п'яти братів Пандавов, який був племінником Васудеви. У Субхадри і Арджуни згодом народився син Абхіманью; таким чином, Рохіні була прародителькою всіх наступних правителів династії Куру.